# Juurikkasaari (ö i Kajanaland, Kehys-Kainuu, lat 64,38, long 29,15)
Juurikkasaari är en ö i Finland. Den ligger i sjön Vuosanganjärvi och Hyötyjärvi och i kommunen Kuhmo i den ekonomiska regionen  Kehys-Kainuu  och landskapet Kajanaland, i den centrala delen av landet, 500 km norr om huvudstaden Helsingfors. Öns area är 0,4 hektar och dess största längd är 110 meter i sydväst-nordöstlig riktning.